# نقطة حدودية ثلاثية

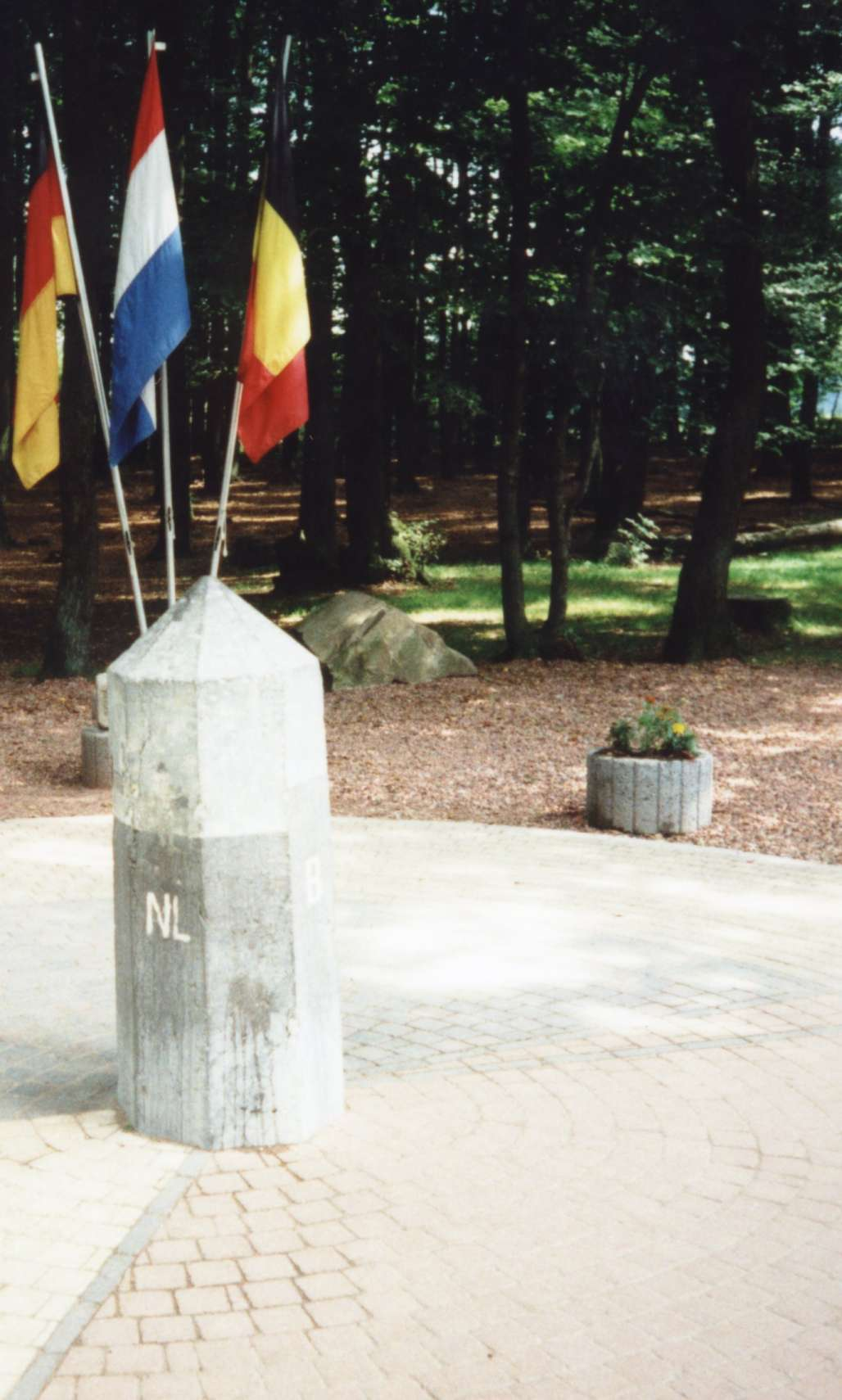
فالسيربيرخ: نقطة حدودية ثلاثية بين (ألمانيا/هولندا/بلجيكا)

النقطة الحدودية الثلاثية هي عبارة عن موقع جغرافي يمثل نقطة التقاء الحدود السياسية لثلاثة بلدان. يمكن أن تكون النقطة برية، وعنذئذ غالباً ما تعلم بنصب، أو أن تكون مائية (نهر أو بحيرة أو بحر).
من المنطقي القول أنه كلما كثرت البلدان الحدودية لدولة ما كلما زاد عدد النقط الحدودية الثلاثية. فعلى سبيل المثال، للصين 16 نقطة حدودية ثلاثية، أما روسيا فلديها 14، وفي أوروبا فإن للنمسا 9 نقاط حدودية ثلاثية، منها واحدة مع سويسرا وليختنشتاين.
بالمقابل، فإن الدول الجزر ليس لها نقاط حدودية ثلاثية برية، مع ملاحظة أن لبعض تلك الدول مثل البحرين وسنغافورة نقاط حدودية ثلاثية وذلك في المياه الإقليمية. هناك أيضاً دول تجاورها دولة واحدة مثل البرتغال والدنمارك ليس لها نقاط حدودية ثلاثية، كما أن هناك دولاً مجاورة لدولتين مثل الولايات المتحدة الأمريكية والتي تجاور فقط المكسيك وكندا وهي ليست ذات نقاط حدودية ثلاثية.

## أمثلة
من الأمثلة الشهيرة على نقطة الثلاث دول (فالس) بين هولندا وبلجيكا وألمانيا

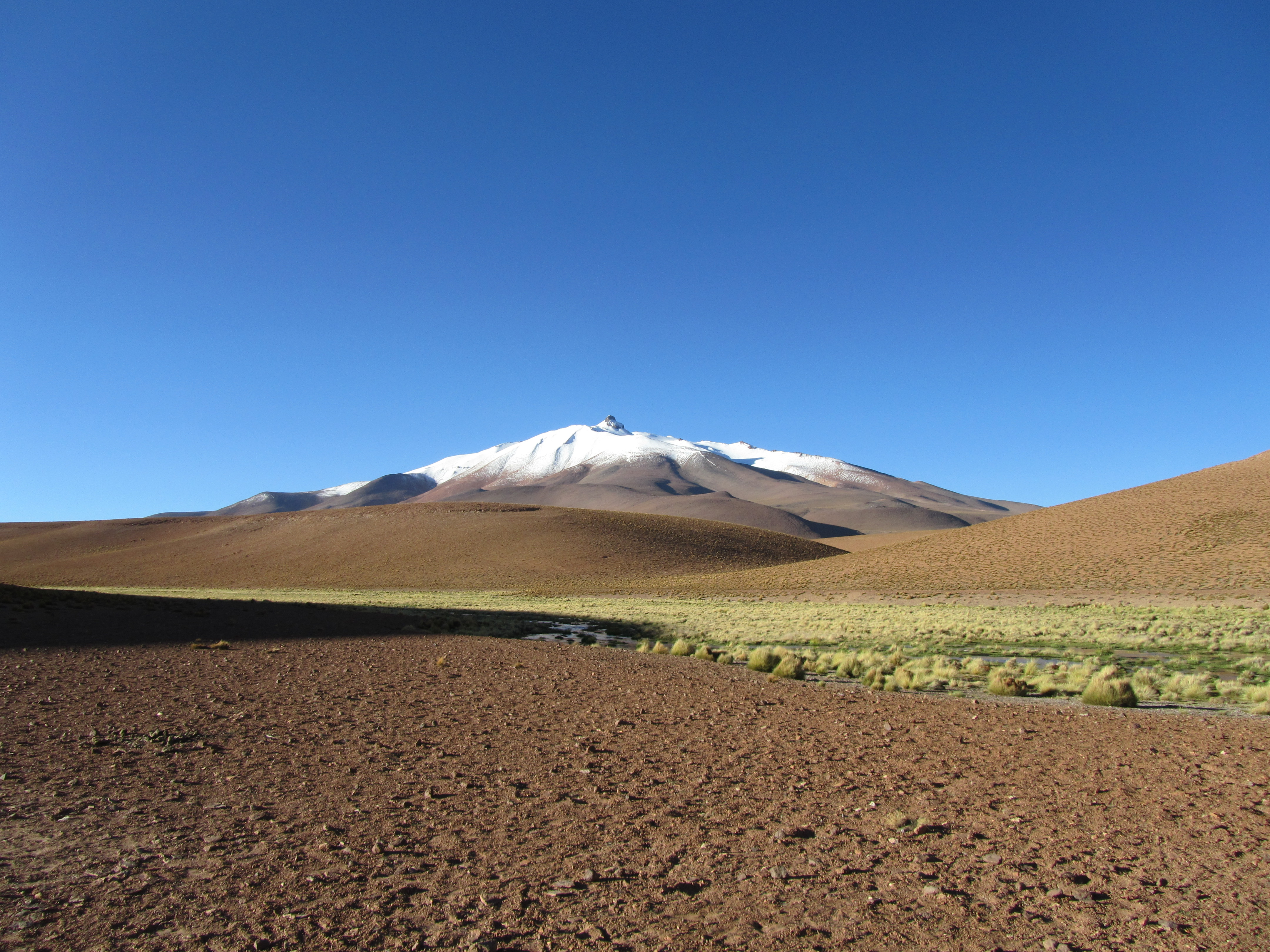
بركان Zapaleri الخامد هو النقطة الحدودية الثلاثية بين بوليفيا والأرجنتين وتشيلي
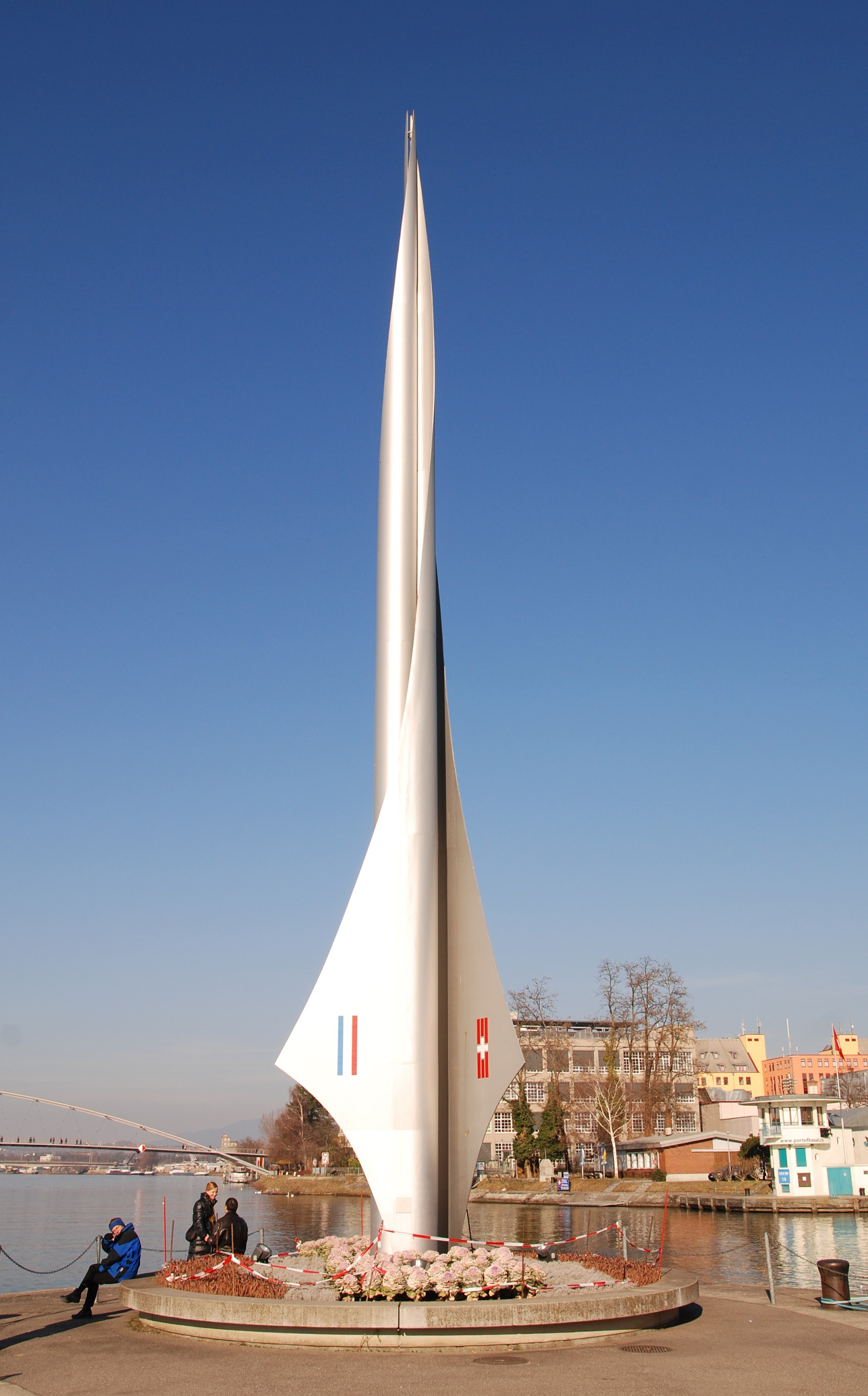
نقطة حدودية ثلاثية Dreiländereck عند بازل بين سويسرا وألمانيا وفرنسا
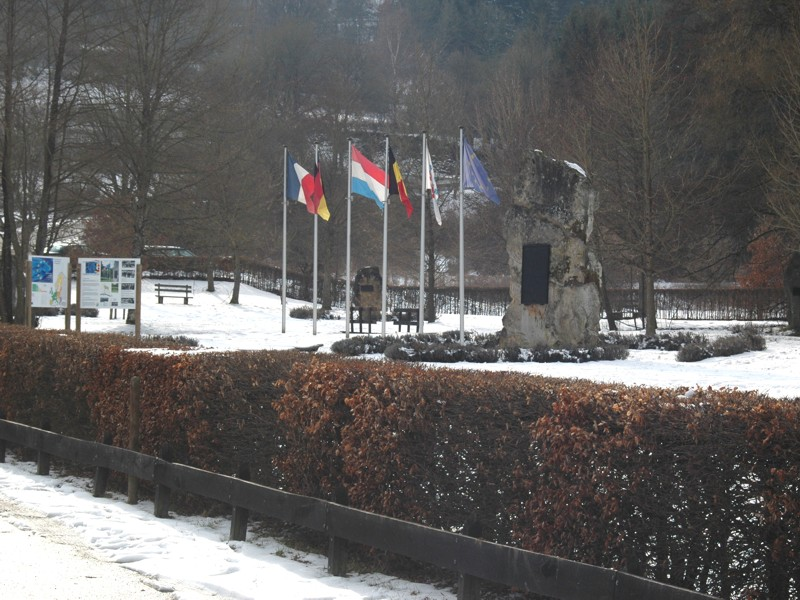
نقطة حدودية ثلاثية Europadenkmal بين: ألمانيا وبلجيكا ولوكسمبورغ
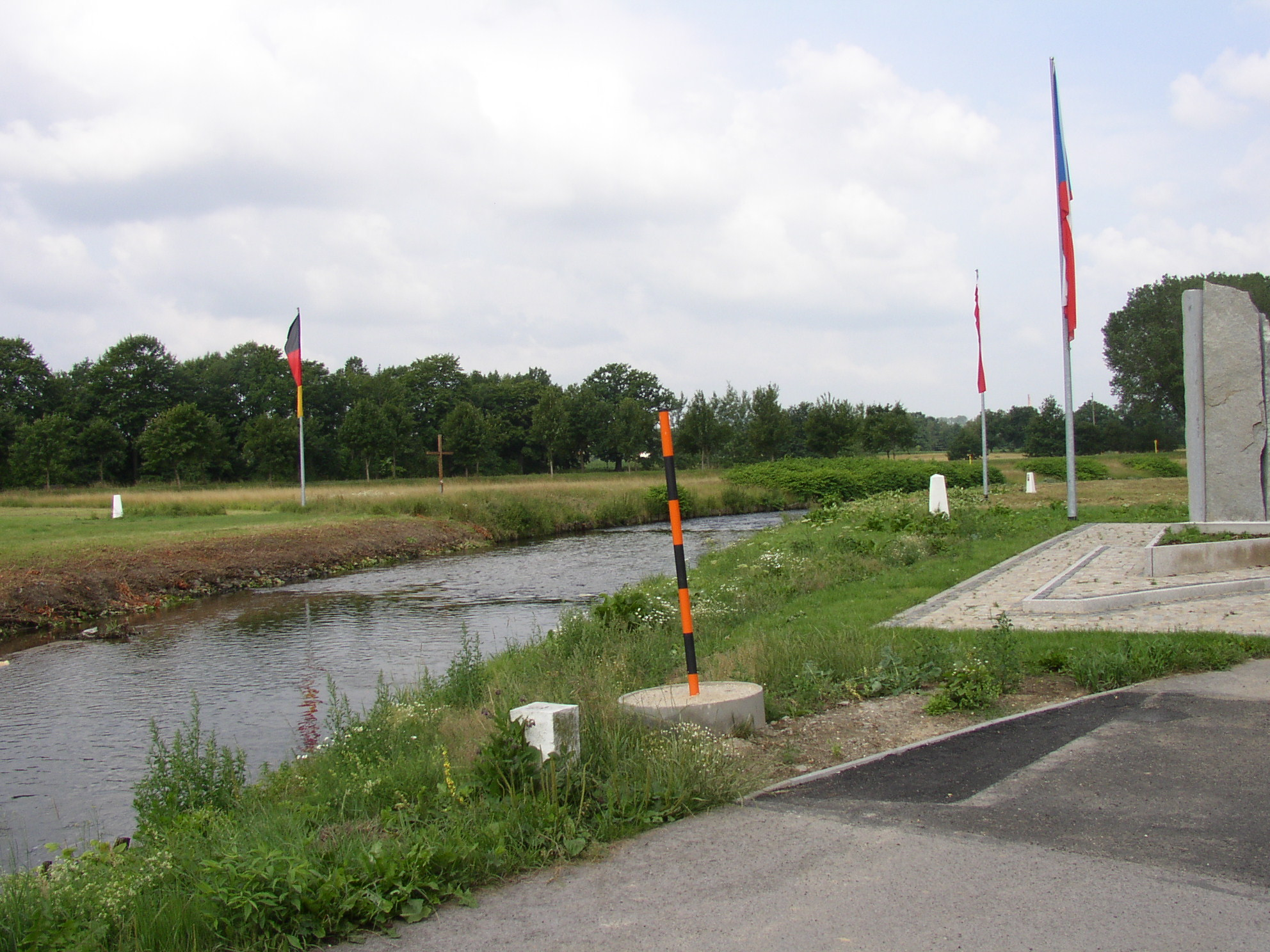
تسيتاو: نقطة حدودية ثلاثية بين:ألمانيا والتشيك وبولندا
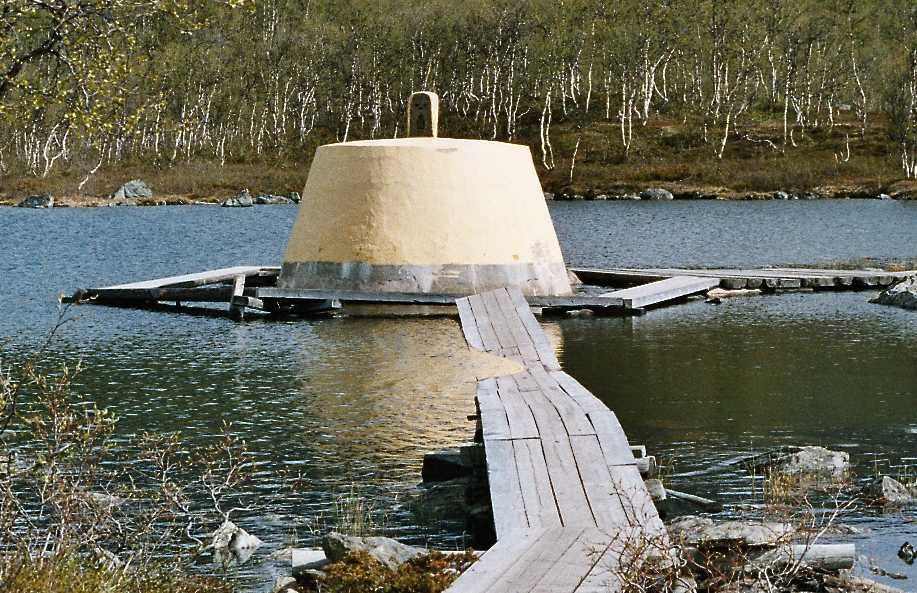
نقطة حدودية ثلاثية Treriksröset بين: فنلندا والنرويج, والسويد

## اقرأ أيضاً
- حدود سياسية